# Arroyo Tres Cruces Chico
El arroyo Tres Cruces Chico es un curso de agua uruguayo que atraviesa el departamento de  Artigas perteneciente a la cuenca hidrográfica del Río de la Plata.
Nace en la Cuchilla Yacaré Cururú y desemboca en el arroyo Tres Cruces Grande.